# Penestomus
Penestomus là một chi nhện trong họ Penestomidae.

## Các loài
- Penestomus armatus (Lehtinen, 1967) – South Africa
- Penestomus croeseri Dippenaar-Schoeman, 1989 – South Africa
- Penestomus egazini Miller, Griswold & Haddad, 2010 – South Africa
- Penestomus kruger Miller, Griswold & Haddad, 2010 – South Africa
- Penestomus montanus Miller, Griswold & Haddad, 2010 – South Africa, Lesotho
- Penestomus planus Simon, 1902 (type) – South Africa
- Penestomus prendinii Miller, Griswold & Haddad, 2010 – South Africa
- Penestomus stilleri (Dippenaar-Schoeman, 1989) – South Africa
- Penestomus zulu Miller, Griswold & Haddad, 2010 – South Africa